# Apolônio (duque)

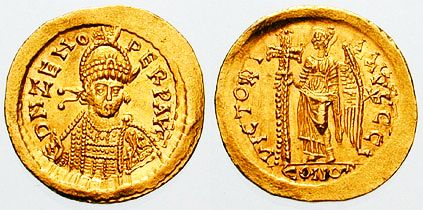
Soldo de Zenão (r. 474–475; 476–491)

Apolônio (em latim: Apollonius) foi um duque bizantino da Diocese do Egito que esteve ativo durante o reinado do imperador Zenão (r. 474–475; 476–491). Chamado augustal, aparece em 482 quando, junto com Pergâmio, foi incumbido com a expulsão de João I de Alexandria (481–482) do trono patriarca alexandrino. Provavelmente pode ser identificado com o duque de nome desconhecido que estava ativo quando Pedro III Mongo (477–490) tornou-se bispo em 482.